# 494 a.C.

## Eventos
- Décimo-sexto ano desde o fim do poder dos reis em Roma: criado o Tribunato da Plebe[1]
- Aulo Vergínio Tricosto Celimontano e Tito Vetúrio Gêmino Cicurino, cônsules romanos.
- Mânio Valério Máximo, ditador romano.
- Mardônio, genro de Dario I, remove os tiranos das cidades da Jônia e restaura seus governos eleitos. Em seguida, ele submete Tasos com sua frota e a Macedônia com seu exército. Ele é ferido em um ataque dos trácios.[2]